# Harald Scheel
Harald Scheel (geb. vor 1976) ist ein deutscher Sprachwissenschaftler. Er lehrt als wissenschaftlicher Mitarbeiter am Institut für Angewandte Linguistik und Translatologie (IALT) der Universität Leipzig.

## Leben
Harald Scheel nahm 1976 ein Studium als Diplom-Sprachmittler für Englisch und Französisch an der Sektion Theoretische und Angewandte Sprachwissenschaft (TAS) der Karl-Marx-Universität (heute: Universität Leipzig) auf, das er vier Jahre später erfolgreich abschloss. Anschließend absolvierte er ein Forschungsstudium, bei dem er 1983 mit dem Prädikat magna cum laude promovierte. In den folgenden Jahren arbeitete er als wissenschaftlicher Assistent an der Sektion TAS, bevor er 1988 die Leitung des Deutschlektorats an der Universität Timișoara übernahm.
Im Jahr 1990 kehrte er als Lektor an die Sektion TAS zurück und leitete ab 1991 den Wissenschaftsbereich Französische Sprach- und Übersetzungswissenschaft, wo er für die Ausbildung in allen französischspezifischen Studiengängen verantwortlich war. Seit 1992 schließlich ist er wissenschaftlicher Mitarbeiter am IALT, wo er in den Bereichen Sprach- und Übersetzungswissenschaft sowie Übersetzen unterrichtet, außerdem hält er regelmäßige Lehrveranstaltungen an unterschiedlichen europäischen Universitäten ab. Seit 1991 nahm er an mehreren Tempus-Projekten und multilateralen Projekten teil, bei denen er mit Kulturinstituten in Osteuropa zusammenarbeitete. Des Weiteren ist er Mitglied des Prüfungsausschusses sowie der Studienkommission der Philologischen Fakultät.

## Leistungen
Neben seiner Tätigkeit als wissenschaftlicher Mitarbeiter am IALT ist Scheel Gründungsmitglied des Konsortiums sowie Verantwortlicher für den Master Européen en Traduction spécialisée (kurz M.E.T.S.) Außerdem entwickelt er in Zusammenarbeit mit der Université Marc Bloch ein Doppelmaster-Projekt.

## Publikationen (Auswahl)
- Sprachliche Stereotype als Übersetzungsproblem. In: Zeitschrift Fremdsprachen 3/84. Leipzig, 1984
- Konfrontative Aspekte der Verwendung sprachlicher Stereotype in politischen Texten in Frankreich und der DDR. In: Linguistische Arbeitsberichte 59. Leipzig, 1987
- Zur Makrostruktur deutscher und französischer Patentschriften. In: Wotjak, Gerd (Hrsg.): Studien zum romanisch-deutschen und innerromanischen Sprachvergleich. Frankfurt, 1997
- Sprachliche Konventionen in französischen Patentschriften. In: Fleischmann, E./Kutz, W./Schmitt, P.A. (Hrsg.): Translationsdidaktik. Tübingen, 1997
- Sprachliche Stereotypizität unter funktionaler Sicht. In: Fleischmann, Eberhard / Schmitt, Peter A . / Wotjak, Gerd: Translationskompetenz. (Akten LICTRA 2001). Stauffenburg, 2004
- Der konfrontative Textsortenvergleich in der Ausbildung von Übersetzern und Dolmetschern. In: Emsel, Martina / Cuartero Otal, Juan (Hrsg.): Brücken. Übersetzen und Interkulturelle Kommunikation. Band. 2. Frankfurt, Peter Lang Verlag 2007